# Fakanau
Fakanau („magische Sprüche“, als Lockrufe der Fischer) ist ein traditioneller Sitztanz der Männer von Tuvalu. Er wird durch Gesang und rhythmisches Klatschen begleitet.

## Form
Fakanau-Gesang und Tanz ist eine traditionelle Tanzform der zu Tuvalu (in der britischen Kolonialzeit Ellice Islands) gehörenden Inseln Niutao und Nukufetau. Der Tanz hat eine Melodie zwischen Sprechgesang und Singen und wird getanzt, während die Tänzer auf einer Stelle stehen. Bekannte Titel sind Te onge ne tupu ia Kiollli, Neutuakina te vao i napanapa und Ko na fakanau nei e kamata ifo mai gauta oi fakaholo atu ai ki gatai kafai te vaka e hoho ifo ki gatai.
Die Tänzer führten den Tanz im Kreis auf, in einer sitzenden Position mit Gesten der Arme, Hände und Oberkörper, während alle gemeinsam singen. Ein älterer Tanzmeister in der Mitte des Kreises gibt den Rhythmus an. In Niutao wurden die Tänze in stehender oder kniender Position aufgeführt. Fakanau und Fakaseasea die anderen tuvaluischen Tanz-Formen wurden speziell nach der Regel des „aliki or toa“ und zum Lob des Kanu-Bauens, Hausbauens und Fischens komponiert.
Dann wurden die Tänze wurden zur Ehre einer berühmten Persönlichkeit oder für die Gemeinschaft aufgeführt und erst, nachdem die Erlaubnis derjenigen eingeholt wurde, speziell komponiert und von den Tänzern choreographiert. Die Aufführung wurde in Anwesenheit der Familie und der Verwandten abgehalten. Speisen und andere Gegenstände, die für den Anlass herangeschafft worden waren, wurden der Persönlichkeit vorgelegt, welche im Gegenzug die Komponisten und Tänzer ehrte. Zu der Veranstaltung des Fakanau gehört es, Zaubersprüche und Anrufungen, oder auch Lockrufe auszurufen. Im Rhythmus war der Tanz schneller als der Fakaseasea und der Fatele. Die Tänze wurden zur Unterhaltung und zu Zeremonien anlässlich der faleaitu aufgeführt. Fakanau wurde jedoch in mehreren Abschnitten im Verlauf einer Nacht aufgeführt, und nicht als zusammenhängendes Tanztheater. Der Inhalt der Tanzlieder umfasste „Bannsprüche zum Fischen, eine Art dramatischen Monologes - beim Rufen der Fische, Bitten, Schmeicheln, auch Beschimpfen - je nachdem wie die Stimmung ist.“

## Genre
Fakanau und andere Tänze des Genres, wie Mako und Fakaseasea, werden heute nur noch selten aufgeführt und wenn, dann aufgrund ihrer „antikisierenden“ Qualitäten. Fakanau ist vergleichbar mit den Lue- und Sea-Tänzen im Atoll Ontong Java. Der oga ist ein typischer Frauentanz, der ähnlich wie der Fakanau im Sitzen oder Knien und mit Singen aufgeführt wurde. Ingjerd Hoëm klassifizierte den Fakanau 1992 als „Instrumental“, während sie die kakai („Volksmärchen“) als „recreational entertainment“ (Vergnügung) bezeichnete; diese beiden Genres werden als Gegensatzpaar angesehen.

## Geschichte
Früher wurden die Tänze als Gottesdienst gefeiert im Verlauf so genannter faleaitu (dt.: ~ „Haus für Götter“) als Ausdruck der Dankbarkeit gegenüber den Göttern und während Gemeinschaftsfesten. Im Laufe der Zeit errangen die Fakanau-Tänzer hohe Anerkennung aufgrund ihrer Fähigkeiten. Nach der Einführung des Christentums wurde der fakanau geächtet, da die christlichen Prediger das Schwingen der Männer als zu erotisch für die Frauen ansahen. In diesem Zuge verschwand der Fakanau völlig.
Der Ethnologe Gerd Koch erreichte um 1960 eine Wiederbelebung unter den Einwohnern von Niutao. Die Alten von Niutao betrachteten das Lied als Kulturerbe. Tinilau Matolu, ein Mann, der zu jener Zeit bereits ca. 83 Jahre alt war (* ~ 1877), berichtete, dass er das Lied 1902 von Kaisami, Tepae, Temaalo und Poulasi gelernt hatte. Elf Tage lang wurde das Lied von Tinilau und seinen alten Freunden geprobt. Die Gruppe hatte ein Durchschnittsalter von 67 Jahren. Dann bearbeiteten sie das Lied in schnellem Rhythmus mit drei Versen und schnellem Klatschen. Die endgültige Version wurde am 13. September 1960 von 18 Männern aufgeführt (Durchschnittsalter: 56) mit Katea (einem 52-jährigen erfahrenen Seemann, der bereits Samoa und Fidschi besucht hatte) als Tanzmeister. Die Aufnahme wurde mit großem Engagement und Enthusiasmus aufgenommen und das Lied wurde ein Hit in Niutao, selbst unter den Kindern. Der Tanz wurde im Oktober 1960 als 16-mm-Film aufgenommen. Im Juli 1963 wurde das Lied erneut mit sechs alten Männern aufgenommen zusammen mit mehreren Kakanau-Tanzliedern und über Radio Tuvalu ausgestrahlt.

### Legende
Das einfache Lied soll auf ein Ereignis zurückgehen, bei dem die Männer von Niutao in einem großen Kanu unterwegs waren. Die Geschichte ist bekannt als vaca lasi. Die Männer waren während der Flut auf hoher See. Da entdeckten sie ein anderes Kanu. Die Männer darin grüßten nicht zurück, als sie angerufen wurden. Und die Männer von Niutao waren sehr beunruhigt durch die ausbleibende Antwort. Sie erkannten, dass es sich um Götter handeln musste. Eilig kehrten sie in ihr Dorf zurück.

## Text
| Te foe, te fo kia atua! Te foe, te fo kia tagata! Pili te foe, mau te foe! E, taku foe! E, taku foe! | Übertragung: Das Paddel, Das Paddel der Götter! Das Paddel, das Paddel der Männer! Nehmt das Paddel, greift das Paddel! O, mein Paddel! O, mein Paddel! |